# Ciofrângeni (gmina)
Ciofrângeni – gmina w Rumunii, w okręgu Ardżesz. Obejmuje miejscowości Burluși, Ciofrângeni, Lacurile, Piatra i Schitu-Matei. W 2011 roku liczyła 2326 mieszkańców.